# Stadens Hjältar
Stadens Hjältar är en TV-serie för barn i förskoleåldern med berättelser som handlar om att man ska hjälpas åt, dela med sig och bry sig om varandra. Handlingen kretsar kring utryckningsfordonen Palle Polisbil och Bella Brandbil som i varje avsnitt åker ut på nya uppdrag.
Stadens Hjältar skapades i Sverige 2009, och sänds på TV i över 70 länder. Säsong 1 är skriven av svenska manusförfattare. Säsong 2 är till största delen skriven av amerikanska manusförfattare.

## Avsnitt
| Säsong 1                            | Säsong 2                     |
| ----------------------------------- | ---------------------------- |
| 1 Skattjakten                       | 1 Strålande Affärer          |
| 2 Luftballongen                     | 2 Larm-Lisa Tappar Rösten    |
| 3 Tågäventyret                      | 3 Ombytta roller             |
| 4 Campingtrubbel                    | 4 Superhjälten               |
| 5 Skräpkalaset                      | 5 Snurriga Larm              |
| 6 Den stora konserten               | 6 Lycka att vara Olyckskorp  |
| 7 Fiskar-Fabbe på farligt vatten    | 7 På Fel Spår                |
| 8 Vattenmysteriet                   | 8 Postkorpen                 |
| 9 Den mystiska tjuven               | 9 Borgmästarens Uppdrag      |
| 10 Bellas Lediga Dag                | 10 Sjöodjuret                |
| 11 Olyckskorpens Olycksdag          | 11 Tråkiga Skämt             |
| 12 Tigern Är Lös                    | 12 Monstertrucken            |
| 13 Flygplanet som försvann          | 13 Gammal är Äldst           |
| 14 Spökbilen                        | 14 Brådis för Post-Pelle     |
| 15 Ville Vilding kommer till staden | 15 100 katter                |
| 16 Den Hungriga Krokodilen          | 16 Rolles uppgradering       |
| 17 Blåsvädret                       | 17 Konstapel Korp            |
| 18 Vänner för alltid                | 18 Bästa Staden Någonsin     |
| 19 Ragges Farliga Rackartyg         | 19 Trädgårdstjuven           |
| 20 Den hemliga lådan                | 20 Grävarn trasslar till det |
| 21 Filminspelningen                 | 21 Hemliga Klubben           |
| 22 Glasskiosken Brinner             | 22 Oljekanna på vift         |
| 23 Den Försvunna Skatten            | 23 Talangjakten              |
| 24 Bonnie och minicirkusen          | 24 Men skratta då            |
| 25 Den bortglömda födelsedagen      | 25 Bussigast i Stan          |
| 26 Tävlingsdagen                    | 26 Ragge Bluffar             |